# 追溯连贯性
追溯修订指的对虚构文学作品中之前已發表的故事进行补充与修正的过程。进行追溯修订的原因有诸多，例如：为系列故事追加续集或派生作品提供空间、允许新作者修正系列历史叙事以使其可以容纳新增加的事件而不损伤其原本的一致性、对热门角色再刻画、解决时间前后顺序的问题。另一类追溯衔接涉及将著名角色放置进一个平行宇宙中。追溯衔接的使用允许了在不过于波及其它故事元素的情况下对故事中旧有元素的重新诠释，亦有助于官方时间线设定的建设。
追溯修订常见于通俗虚构作品中，尤见于那些开办历史较久的出版公司（如DC漫画、漫威漫画或主要的日本漫画出版社等）出版的漫画书中。受欢迎刊题的久远历史以及参与撰稿作者的多元化，常会造成有必要对阐述进行重新说明或修订的情形。追溯修订亦在肥皂剧、连续剧、电影续集、职业摔角、电子游戏、电台节目或其他系列虚构作品之中有广泛使用。

## 词源
“追溯连续”这一短语首见于埃尔金·弗兰克·图伯的作品《潘能伯格的神学》（1973年）之中。
潘能伯格对的追溯连续的概念基本可以引申为：历史实质上是从未来向过去流溯，即未来并不一定是过去的产物。
该词首次见于书面，表示“追溯修订”，更改虚构作品历史叙事，是在DC漫画公司《群星中队》18话（1983年2月）读者与编者的复信栏目。该系列设定了DC漫画的地球2，一个替代的宇宙，以便允许黄金时代角色的故事在其中继续进行下去，同时角色年龄合理地变化。

## 案例
近年「追溯修订」較為頻繁的影視作品有漫威電影宇宙系列電影。
- 2017年 《蜘蛛人：返校日》 上映後，主演湯姆·霍蘭回應粉絲所提出的理論，與漫威影業總裁 凱文·費吉確認在2010年《鋼鐵人2》中在機械士兵大鬧史塔克博覽會現場時，那名頭戴鋼鐵人頭盔面具的小男孩，其實是彼得·帕克。

## 脚注
1. ↑  也称：追溯补全、追溯衔接、追溯连贯性。
2. ↑  简称为“retcon”：David, Peter. "Political Corrections, Part 2" （页面存档备份，存于） PeterDavid.net; September 20, 2010; Reprinted from Comics Buyer’s Guide #1048, December 17, 1993
3. ↑  Leith, Sam. . Daily Telegraph. 2008-07-04  [2008-07-05]. （原始内容存档于2021-03-09）.
4. ↑  The theology of Wolfhart Pannenberg excerpt at Google Books; Accessed September 20, 2010